# Chiesa di San Francesco Saverio (Saigon)
La chiesa di San Francesco Saverio (Nhà thờ Thánh Phanxicô Xaviê in vietnamita, Église Saint-François-Xavier in francese) è una chiesa cattolica della città di Ho Chi Minh, già Saigon, in Vietnam. Dipende dall'arcidiocesi di Ho Chi Minh.

## Storia
La chiesa venne eretta in epoca coloniale, tra il 1900 e il 1902, nel quartiere di Cholon e venne consacrata dall'arcivescovo di Saigon, monsignor Mossard.
È uscendo da questa chiesa, alla fine della messa della festa dei Morti, che il 2 novembre 1963 il presidente del Vietnam del Sud, Ngô Đình Diệm, e suo fratello Ngô Đình Nhu vennero assassinati.

## Descrizione
L'edificio presenta uno stile eclettico che coniuga elementi neogotici ad elementi neobarocchi.